# اشتوم
اشتوم (به لاتین: Sztum) یک شهرک در لهستان است که در استان پومرانی واقع شده‌است.

## خصوصیات
اشتوم ۴٫۵۹ کیلومترمربع مساحت و ۹٬۹۴۵ نفر جمعیت دارد.

## خواهرخوانده
شهرهای Val-de-Reuil و Ritterhude خواهرخوانده‌های اشتوم هستند.